# Extreme E-Saison 2022
Die Extreme E-Saison 2022 war die zweite Saison der Rennserie Extreme E, in der elektrisch angetriebene SUVs im Turniermodus gegeneinander antraten. Sie begann am 19. Februar in Neom (Saudi-Arabien) und endete am 27. November Punta del Este (Uruguay). Die Saison bestand aus fünf Rennwochenenden und beinhaltete Läufe im Nahen Osten, Europa und Südamerika. Den Titel gewannen Cristina Gutiérrez und Sébastien Loeb für das britische Team X44.

## Teams und Fahrer
Jedes Team bestand aus einem weiblichen und einem männlichen Fahrer, die ihren Rennwagen abwechselnd steuern mussten. Zusätzlich konnten alle Teams auf zwei Championship Driver zurückgreifen, die sich bei allen Rennen in Bereitschaft befanden.
McLaren Extreme E stieg mit dem Rallyecross-Fahrer Tanner Foust in die Rennserie ein. Seine Teamkollegin wurde Emma Gilmour, die in der Vorsaison bereits zwei X Prix bei Veloce Racing bestritten hatte.
Christine Giampaoli Zonca wechselte von XITE Energy Racing zu Veloce Racing und teilte sich das Fahrzeug mit Lance Woolridge, der auch schon im Saisonfinale 2021 für das Team fuhr. Bei ABT Cupra XE ersetzte der viermalige Rallye-Dakar-Sieger Nasser Al-Attiyah den Schweden Mattias Ekström. Als Fahrerin trat Jutta Kleinschmidt an, die in der Vorsaison bereits das Cockpit bei ABT Cupra XE übernommen hatte. Auch sie hat einen Dakarsieg vorzuweisen.
Mikaela Åhlin-Kottulinsky wechselte von JBXE zu Rosberg X Racing und wurde Teamkollegin von Johan Kristoffersson. Klara Andersson ersetzte bei XITE Racing die zu Veloce Racing gewechselte Giampaoli Zonca. Aufgrund eines positiven COVID-19-Testes in den Tagen vor dem Desert X-Prix wurde sie bei diesem Rennen durch die Ersatzfahrerin Tamara Molinaro ersetzt.
Bei JBXE übernahm Molly Taylor für den Desert X-Prix den freigewordenen Platz von Åhlin-Kottulinsky.
Nach dem Desert X Prix übernahmen Molinaro und Timo Scheider das Cockpit bei XITE Energy Racing. Hedda Hosås wurde Stammfahrerin bei JBXE.
Ersatzfahrerin Klara Andersson ersetzte ab dem Copper X Prix die bei einem Unfall im freien Training verletzte Kleinschmidt. Veloce Racing tauschte für den Energy X Prix die Fahrerpaarung aus: Neben Vorjahresmeisterin Taylor fuhr der bislang bei JBXE starteten Kevin Hansen für das Team. Beide erhielten langfristige Verträge und sollen auch in der dritten Meisterschaftssaison für Veloce Racing starten. RJ Anderson vertrat bei diesem Rennen Kyle LeDuc, Ezequiel Companc ersetzte Scheider bei Xite Energy Racing.
| Team                                     | Nr.                 | Fahrer                    | Rennen    |
| ---------------------------------------- | ------------------- | ------------------------- | --------- |
| ABT Cupra XE                             | 125                 | Nasser Al-Attiyah         | 1–5       |
| ABT Cupra XE                             | 125                 | Jutta Kleinschmidt        | 1–3       |
| acciona \| Sainz Extreme E Team          | 55                  | Carlos Sainz senior       | 1–5       |
| acciona \| Sainz Extreme E Team          | 55                  | Laia Sanz                 | 1–5       |
| Genesys Andretti United Extreme E        | 023                 | Timmy Hansen              | 1–5       |
| Genesys Andretti United Extreme E        | 023                 | Catie Munnings            | 1–5       |
| No. 99 GMC HUMMER EV Chip Ganassi Racing | 99                  | Kyle LeDuc                | 1–4       |
| No. 99 GMC HUMMER EV Chip Ganassi Racing | 99                  | RJ Anderson               | 5         |
| No. 99 GMC HUMMER EV Chip Ganassi Racing | 99                  | Sara Price                | 1–5       |
| McLaren Extreme E                        | 58                  | Tanner Foust              | 1–5       |
| McLaren Extreme E                        | 58                  | Emma Gilmour              | 1–5       |
| JBXE                                     | 22                  | Kevin Hansen              | 1–4       |
| JBXE                                     | 22                  | Hedda Hosås               | 2–5       |
| JBXE                                     | 22                  | Molly Taylor              | 1         |
| Rosberg X Racing                         | 6                   | Mikaela Åhlin-Kottulinsky | 1–5       |
| Rosberg X Racing                         | 6                   | Johan Kristoffersson      | 1–5       |
| Veloce Racing                            | 5                   | Christine Giampaoli Zonca | 2–4       |
| Veloce Racing                            | 5                   | Kevin Hansen              | 5         |
| Veloce Racing                            | 5                   | Molly Taylor              | 5         |
| Veloce Racing                            | 5                   | Lance Woolridge           | 1–4       |
| X44                                      | 44                  | Cristina Gutiérrez        | 1–5       |
| X44                                      | 44                  | Sébastien Loeb            | 1–5       |
| XITE Energy Racing                       | 42                  | Oliver Bennett            | 1         |
| XITE Energy Racing                       | 42                  | Ezequiel Companc          | 5         |
| XITE Energy Racing                       | 42                  | Tamara Molinaro           | 2–5       |
| XITE Energy Racing                       | 42                  | Timo Scheider             | 2–4       |
| Championship Driver                      | Championship Driver | Klara Andersson           | 4ABT 5ABT |
| Championship Driver                      | Championship Driver | Hedda Hosås               | 1VEL      |
| Championship Driver                      | Championship Driver | Fraser McConell           | 5JBXE     |
| Championship Driver                      | Championship Driver | Tamara Molinaro           | 1XER      |
| Championship Driver                      | Championship Driver | Timo Scheider             |           |

## Rennkalender
Die Veranstaltungen wurden in Anlehnung an Grands Prix X Prix genannt. Alle Rennen finden in unterschiedlichen Regionen statt, um auf die dortigen Auswirkungen des Klimawandels aufmerksam zu machen.
Am 8. April wurde der Island X Prix wegen Militärübungen um zwei Monate nach hinten verschoben. Der geplante Ocean X Prix entfiel und wurde durch ein zweites Rennen im Rahmen des Island X Prix ersetzt. Somit fand zum ersten Mal ein Double-Header in der Extreme E statt. Zudem wurde der Copper X Prix um zwei Wochen nach hinten verlegt.
| Nr. | Datum             | Veranstaltung (Austragungsort)  | Sieger                                         | Zweiter                           | Dritter                           | Continental Track Challenge | Gesamtführung    | Gesamtführung                                  |
| Nr. | Datum             | Veranstaltung (Austragungsort)  | Sieger                                         | Zweiter                           | Dritter                           | Continental Track Challenge | Team             | Fahrer                                         |
| --- | ----------------- | ------------------------------- | ---------------------------------------------- | --------------------------------- | --------------------------------- | --------------------------- | ---------------- | ---------------------------------------------- |
| 1   | 19.–20. Februar   | Desert X Prix ( Neom)           | Rosberg X Racing                               | Sainz Extreme E Team              | X44                               | Rosberg X Racing            | Rosberg X Racing | Mikaela Åhlin-Kottulinsky Johan Kristoffersson |
| 1   | 19.–20. Februar   | Desert X Prix ( Neom)           | Mikaela Åhlin-Kottulinsky Johan Kristoffersson | Carlos Sainz senior Laia Sanz     | Cristina Gutiérrez Sébastien Loeb | Rosberg X Racing            | Rosberg X Racing | Mikaela Åhlin-Kottulinsky Johan Kristoffersson |
| 2   | 6.–7. Juli        | Island X Prix I ( Sardinien)    | No. 99 GMC HUMMER EV Chip Ganassi Racing       | XITE Energy Racing                | JBXE                              | Rosberg X Racing            | Rosberg X Racing | Mikaela Åhlin-Kottulinsky Johan Kristoffersson |
| 2   | 6.–7. Juli        | Island X Prix I ( Sardinien)    | Kyle LeDuc Sara Price                          | Tamara Molinaro Timo Scheider     | Kevin Hansen Hedda Hosås          | Rosberg X Racing            | Rosberg X Racing | Mikaela Åhlin-Kottulinsky Johan Kristoffersson |
| 3   | 9.–10. Juli       | Island X Prix II ( Sardinien)   | Rosberg X Racing                               | X44                               | Genesys Andretti United Extreme E | Rosberg X Racing            | Rosberg X Racing | Mikaela Åhlin-Kottulinsky Johan Kristoffersson |
| 3   | 9.–10. Juli       | Island X Prix II ( Sardinien)   | Mikaela Åhlin-Kottulinsky Johan Kristoffersson | Cristina Gutiérrez Sébastien Loeb | Timmy Hansen Catie Munnings       | Rosberg X Racing            | Rosberg X Racing | Mikaela Åhlin-Kottulinsky Johan Kristoffersson |
| 4   | 24.–25. September | Copper X Prix ( Antofagasta)    | X44                                            | Sainz Extreme E Team              | ABT Cupra XE                      | McLaren Extreme E           | Rosberg X Racing | Mikaela Åhlin-Kottulinsky Johan Kristoffersson |
| 4   | 24.–25. September | Copper X Prix ( Antofagasta)    | Cristina Gutiérrez Sébastien Loeb              | Carlos Sainz senior Laia Sanz     | Nasser Al-Attiyah Klara Andersson | McLaren Extreme E           | Rosberg X Racing | Mikaela Åhlin-Kottulinsky Johan Kristoffersson |
| 5   | 26.–27. November  | Energy X Prix ( Punta del Este) | ABT Cupra XE                                   | McLaren Extreme E                 | X44                               | X44                         | X44              | Cristina Gutiérrez Sébastien Loeb              |
| 5   | 26.–27. November  | Energy X Prix ( Punta del Este) | Nasser Al-Attiyah Klara Andersson              | Tanner Foust Emma Gilmour         | Cristina Gutiérrez Sébastien Loeb | X44                         | X44              | Cristina Gutiérrez Sébastien Loeb              |

Anmerkungen
1. ↑  
Rosberg X Racing überquerte den Zielstrich auf Platz 1, erhielt aber eine nachträgliche Rückversetzung auf den letzten Platz, weil Johan Kristoffersson eine Kollision mit Carlos Sainz sr. verursacht hatte.

## Wertung
Die zehn bestplatzierten Teams jedes Rennens erhielten Punkte nach dem folgenden Schema:
| Platz  | 1  | 2  | 3  | 4  | 5  | 6 | 7 | 8 | 9 | 10 |
| Punkte | 25 | 18 | 15 | 12 | 10 | 8 | 6 | 4 | 2 | 1  |

Das Team erhielt zudem fünf weitere Punkte, wenn die addierten Bestzeiten der beiden Piloten die schnellste Zeit in der Continental Traction Challenge ergaben.

### Teamwertung
| Pos. | Team                              | Desert | Island I | Island II | Copper | Energy | Punkte |
| ---- | --------------------------------- | ------ | -------- | --------- | ------ | ------ | ------ |
| 1    | X44                               | 3      | 6        | 2         | 1      | 3      | 86     |
| 2    | Rosberg Extreme Racing            | 1      | 5        | 1         | 6      | 10     | 84     |
| 3    | Acciona \| Sainz XE Team          | 2      | 4        | 4         | 2      | 7      | 66     |
| 4    | Genesis Andretti United Extreme E | 7      | 7        | 3         | 7      | 4      | 45     |
| 5    | Neom McLaren Extreme E            | 5      | 10       | 6         | 5      | 2      | 52     |
| 6    | ABT Cupra XE                      | 8      | 9        | DSQ       | 3      | 1      | 46     |
| 7    | GMC Hummer EV Chip Ganassi Racing | 7      | 7        | 3         | 7      | 4      | 45     |
| 8    | XITE Energy Racing                | 6      | 6        | 10        | 9      | 8      | 33     |
| 9    | JBXE                              | 9      | 3        | 8         | 8      | 9      | 27     |
| 10   | Veloce Racing                     | 10     | 8        | 9         | 10     | 5      | 18     |

### Fahrerwertung
Wie die Extreme E im Rahmen des Ocean X Prix bekannt gab, greift in der Fahrerwertung 2021 die sogenannte „Streichresultat“-Regelung („Drop Score“). Das jeweils schlechteste Einzelergebnis floss demnach am Ende der Meisterschaft nicht mit in die Gesamtwertung ein.
| Pos. | Fahrer                                         | Desert | Island I | Island II | Copper | Energy | Punkte |
| ---- | ---------------------------------------------- | ------ | -------- | --------- | ------ | ------ | ------ |
| 01   | Cristina Gutiérrez Sebastien Loeb              | 3      | (6)      | 2         | 1      | 3      | 73     |
| 03   | Mikaela Åhlin-Kottulinsky Johan Kristoffersson | 1      | 5        | 1         | 6      | (10)   | 68     |
| 05   | Carlos Sainz senior Laia Sanz                  | 2      | 4        | 4         | 2      | (7)    | 60     |
| 07   | Sara Price                                     | 4      | 1        | (7)       | 4      | 6      | 57     |
| 08   | Kyle LeDuc                                     | 4      | 1        | 7         | 4      |        | 55     |
| 09   | Nasser Al-Attiyah                              | 8      | 9        | DSQ       | 3      | 1      | 46     |
| 10   | Tanner Foust Emma Gilmour                      | 5      | (10)     | 6         | 5      | 2      | 46     |
| 12   | Klara Andersson                                |        |          |           | 3      | 1      | 40     |
| 13   | Timmy Hansen Catie Munnings                    | (7)    | 7        | 3         | 7      | 4      | 39     |
| 15   | Kevin Hansen                                   | (9)    | 3        | 8         | 8      | 5      | 33     |
| 16   | Tamara Molinaro                                | 6      | 2        | (10)      | 9      | 8      | 32     |
| 17   | Hedda Hosås                                    | (10)   | 3        | 8         | 8      | 9      | 25     |
| 18   | Timo Scheider                                  |        | 2        | 10        | 9      |        | 21     |
| 19   | Molly Taylor                                   | 9      |          |           |        | 5      | 12     |
| 20   | Oliver Bennett                                 | 6      |          |           |        |        | 8      |
| 20   | RJ Anderson                                    |        |          |           |        | 6      | 8      |
| 22   | Lance Woolridge                                | 10     | 8        | 9         | 10     |        | 8      |
| 23   | Christine Giampaoli Zonca                      | WD     | 9        | 9         | 10     |        | 7      |
| 24   | Jutta Kleinschmidt                             | 8      | 9        | DSQ       | WD     |        | 6      |
| 25   | Ezequiel Companc                               |        |          |           |        | 8      | 4      |
| 26   | Fraser McConnell                               |        |          |           |        | 9      | 2      |

| Legende                      | Legende       | Legende                                                                                 |
| Farbe                        | Abkürzung     | Bedeutung                                                                               |
| ---------------------------- | ------------- | --------------------------------------------------------------------------------------- |
| Gold                         | —             | Sieger                                                                                  |
| Silber                       | —             | 2. Platz                                                                                |
| Bronze                       | —             | 3. Platz                                                                                |
| Grün                         | —             | Platzierung in den Punkten                                                              |
| Blau                         | —             | Klassifiziert außerhalb der Punkteränge                                                 |
| Schwarz                      | DSQ           | disqualifiziert                                                                         |
| Weiß                         | DNS           | nicht am Start                                                                          |
| Weiß                         | WD            | zurückgezogen                                                                           |
| Weiß                         | C             | Rennen abgesagt                                                                         |
| Blanko                       |               | nicht teilgenommen                                                                      |
| Blanko                       | DNP           | gemeldet, aber nicht teilgenommen                                                       |
| Blanko                       | INJ           | verletzt oder krank                                                                     |
| Blanko                       | EX            | ausgeschlossen                                                                          |
| sonstige Formate und Zeichen | kursiv        | Schnellste Zeit in der Continental Traction Challenge (Ocean X Prix 2021: Super Sector) |
| sonstige Formate und Zeichen | unterstrichen | Führender in der Gesamtwertung                                                          |
| sonstige Formate und Zeichen | *             | nicht im Ziel, aber gewertet                                                            |
| sonstige Formate und Zeichen | ( )           | Streichresultat                                                                         |